# مجلس المتروبوليتان

شعار مجلس المتروبوليتان

مجلس المتروبوليتان (Metropolitan Council) الوكالة الحكومية الإقليمية ومنظمة التخطيط الحضري في مينيسوتا تخدم منطقة المدينتان التوأم| الكبرى والمكونة من سبع مقاطعات وتمثل أكثر من 55% من سكان الولاية.
منحت السلطة التشريعية في مينيسوتا مجلس المتروبوليتان صلاحيات السلطة الإقليمية في نظام الولاية الأساسي. هذه السلطات فريدة من نوعها من حيث أنها على عكس لجان التنمية الإقليمية يمكن أن تحل محل قرارات وإجراءات الحكومات المحلية. أنشأ المجلس التشريعي مجلس المتروبوليتان للحفاظ على الخدمات العامة، والإشراف على نمو أكبر منطقة حضرية كبرى في الولاية والعمل كمنظمة تخطيط إقليمية. وكحال حكومة المترو الإقليمية في بورتلاند، أوريغون، يدير مجلس المتروبوليتانأيضا حدود النمو الحضري.
يتم تحديد دور المجلس في منطقة المدنتين التوأم الكبرى من خلال الخدمات الإقليمية الضرورية التي يقدمها ويديرها. وتشمل هذه وسائل النقل العام ومعالجة مياه الصرف الصحي والتخطيط الإقليمي والتخطيط الحضري للبلديات، والتنبؤ بالنمو السكاني، وتوفير السكن المناسب بأسعار معقولة، والحفاظ على نظام الحدائق ووالمسالك الإقليمية، و "يوفر إطارا للأنظمة الإقليمية بما في ذلك الطيران والمواصلات والحدائق والمساحات المفتوحة وجودة المياه وإدارة المياه ".